# Kocierzew Południowy
Kocierzew Południowy ist ein Dorf und Sitz der gleichnamigen Gemeinde im Powiat Łowicki der Woiwodschaft Łódź, Polen.

## Gemeinde
Zur Landgemeinde Kocierzew Południowy gehören 19 Ortsteile mit einem Schulzenamt:
Boczki
Gągolin Południowy
Gągolin Północny
Gągolin Zachodni
Jeziorko
Kocierzew Południowy
Kocierzew Północny
Konstantynów
Lenartów
Lipnice
Łaguszew
Osiek
Ostrowiec
Płaskocin
Różyce
Różyce-Żurawieniec
Sromów
Wejsce
Wicie